# Bombardier Twindexx Vario
Der Bombardier Twindexx Vario (Eigenschreibweise TWINDEXX Vario) ist eine Bauart von Doppelstockwagen der Firma Bombardier Transportation, die im Regional- und Fernverkehr eingesetzt werden. Im Gegensatz zu den älteren Generationen der Bombardier-Doppelstockwagen wird der Twindexx auch als Triebwagen angeboten. Diese Triebwagen werden in Deutschland als Baureihen 445 und 446 geführt, welche sich hauptsächlich in der Einstiegshöhe unterscheiden.
Der Bombardier Twindexx Vario ist Teil der Twindexx-Familie, zu der auch der Twindexx Express der SBB (FV-Dosto mit der Bezeichnung SBB RABe 502) gehört.

## Eigenschaften

### Fahrzeugkonzept
Das Fahrzeugkonzept des Twindexx Vario besteht aus Mittelwagen mit Nieder- oder Hochflureinstieg, antriebslosen Steuerwagen und Triebwagen, vom Hersteller als „angetriebene Steuerwagen“ bezeichnet. Diese Einzelfahrzeuge können in drei Grundkonfigurationen kombiniert werden:
- Triebwagen und Steuerwagen, mit bis zu zwei Mittelwagen
- Triebwagen an beiden Enden, mit bis zu sechs Mittelwagen
- lokbespannter Wendezug, mit Steuerwagen und bis zu neun Mittelwagen

Die Einzelwagen sind flexibel einsetzbar und können auch mit älteren Doppelstockwagen gekuppelt werden. Durch das Einzelwagenkonzept ist, anders als bei herkömmlichen Triebzügen, eine individuelle Zusammenstellung von Zügen beim Rangieren im Regelbetrieb durch den Triebfahrzeugführer möglich. Praktiziert wird dies bei den vorgefertigt zusammengestellten Twindexx-Triebzügen allerdings nur in Ausnahme- und Störungsfällen.
Da die Triebzüge wie lokbespannte Wagenzüge flexibel gebildet werden können, sind die Triebwagen wie Elektrolokomotiven mit einer eigenständigen Traktionsanlage, Zugenergieversorgung und Druckluftversorgung konzipiert. Sie tragen deshalb nicht den UIC-Bauartcode 94 für elektrische Triebwagen, sondern den Bauartcode 91, der für elektrische Lokomotiven steht. Die Mittelwagen tragen UIC-Wagennummern.
Bisher beträgt bei allen hergestellten Fahrzeugen die Höchstgeschwindigkeit 160 km/h. Der Hersteller bietet optional auch eine Variante mit einer Höchstgeschwindigkeit von 189 km/h an.

### Wagenkasten und Drehgestelle
Die selbsttragenden Wagenkästen sind als Stahl-Schweißkonstruktion aufgebaut.
Die Wagen sind mit Schraubenkupplungen und stoßverzehrenden Crashpuffern ausgerüstet. Lediglich bei den Triebwagen kommt an den Führerstandsenden die bei Triebwagen übliche Scharfenbergkupplung des Typs 10 zum Einsatz, was das Kuppeln und Trennen von mehreren Triebzugeinheiten (Flügelung) in kurzer Zeit ermöglicht. Die Triebwagen-Baureihen 445 und 446 unterscheiden sich in der Einstiegshöhe.
Die antriebslosen Steuer- und Mittelwagen laufen auf Drehgestellen vom Typ Görlitz IX. Beim Triebwagen kommen FlexCompact-Triebdrehgestelle zum Einsatz. Hergestellt werden die Drehgestelle im Alstom-Werk in Siegen.

### Elektrische Anlagen und Antrieb der Triebwagen
Die Triebwagen sind mit einem elektrischen Antrieb für das Einphasenwechselspannungssystem mit 15 Kilovolt bei einer Frequenz von 16,7 Hertz ausgerüstet. Dafür ist das Wagendach am führerstandslosen Übergangsende abgesenkt. Hier befindet sich der Stromabnehmer mit der Dachausrüstung. Direkt hinter dem Führerraum befindet sich der Haupttransformator. Dieser weist vier Sekundärwicklungen für die zwei Traktionsstromrichter und eine für die Zugsammelschiene auf. Die Traktionsstromrichter befinden sich wiederum am Übergangsende und bestehen aus je zwei Vierquadrantenstellern, einem Gleichspannungszwischenkreis und einem Motorstromrichter, welcher die beiden Fahrmotoren eines Drehgestells speist.
Die Fahrmotoren sind am Drehgestellrahmen gefedert aufgehängt. Das Drehmoment wird mithilfe eines einstufigen Stirnradgetriebes auf die Radsatzwelle übertragen.
Für die Zugsammelschiene wird am Haupttransformator eine Spannung von 1000 V abgegriffen. Aus dieser werden neben der elektrischen Heizung auch die beiden Hilfsbetriebeumrichter gespeist. Ein Hilfsbetriebeumrichter arbeitet dabei mit veränderlicher Frequenz und versorgt u. a. die Klimaanlage, wodurch diese bedarfsgerecht gesteuert werden kann, was zur Einsparung von Energie und zur Reduzierung von Lärm führt. Der zweite Hilfsbetriebeumrichter arbeitet mit einer konstanten Frequenz von 50 Hz und einer dreiphasigen Spannung von 400 V. Ein weiterer Umrichter versorgt das Batteriebordnetz mit 24 V. Die gesamte Bordnetzversorgung befindet sich gegenüber der Traktionsstromrichter am Übergangsende.

## Deutschland

### Konzeptentstehung und Prototyp
Die Deutsche Reichsbahn (später in der Deutschen Bahn aufgegangen) setzte bereits seit 1952 Doppelstockwagen aus der Fertigung des Waggonbau Görlitz ein. Im Jahr 1994 stellte die Waggonbau Görlitz das Konzept eines Doppelstock-Elektro-Triebzuges (DET) vor. Das Konzept bestand aus angetriebenen doppelstöckigen Triebwagen, die mit weiteren Trieb-, Steuer- und Mittelwagen kombiniert werden können. Im Jahr 1998 wurde ein Prototyp dieses Fahrzeuges als Baureihe 445 vorgestellt, der durch eine Arbeitsgemeinschaft von Waggonbau Görlitz, Siemens und Adtranz gebaut wurde. Siemens und Adtranz waren dabei für den elektrischen Teil des Fahrzeuges verantwortlich, während die Waggonbau Görlitz für den Wagenbau auf Basis seiner Doppelstockwagen verantwortlich war. Das Werk ging 1998 in den Besitz von Bombardier Transportation. Trotz Zulassung ist der Prototyp nie in den planmäßigen Fahrgasteinsatz gekommen und wurde 2006 nach langer Abstellzeit zerlegt. Es dauerte viele Jahre, bis das Konzept wieder aufgegriffen wurde und in Serie gebaut wurde. Bis zum Rahmenvertrag mit der Deutschen Bahn im Dezember 2008, der die Bestellung von doppelstöckigen Triebwagen vorsah, wurden nur Steuer- und Mittelwagen bestellt.

### Rahmenvertrag der Deutschen Bahn
Im Dezember 2008 schlossen Bombardier Transportation und die Deutsche Bahn einen Rahmenvertrag zur Lieferung von 800 Doppelstockwagen der Twindexx Vario-Reihe (auch als Dosto 2010 bezeichnet) mit einem Gesamtvolumen von bis zu 1,5 Milliarden Euro. Der Rahmenvertrag sieht die Bestellung von Trieb- oder Steuerwagen mit Mittelwagen vor.
Im Rahmen dieses Vertrages wurden bislang Twindexx-Vario-Züge von DB Regio und DB Fernverkehr bestellt.

### Intercity 2
2011 bestellte DB Fernverkehr zur Vergrößerung der Fahrzeugkapazitäten lokbespannte Doppelstock-Wendezüge für den Intercity-Verkehr bei Bombardier Transportation. Diese bilden den Erstabruf aus dem Rahmenvertrag der Deutschen Bahn. Zunächst wurden 27 Zugeinheiten beschafft, die aus je vier Doppelstock-Mittelwagen, einem Doppelstock-Steuerwagen und einer auf 160 km/h ausgelegten Lokomotive der Bombardier-Traxx-Baureihe P160 AC2 (DB 146.5) bestehen. Der Wert des vergebenen Auftrags wurde mit 362 Millionen Euro beziffert. Die Kosten eines Zuges mit fünf Wagen und einer Lokomotive der Baureihe 146.5 betragen 17 Millionen Euro.
DB Fernverkehr setzt die Züge seit dem 12. Dezember 2015 unter der Bezeichnung Intercity 2 (in Kurzform IC2) ein. Die Doppelstock-Wagen sind für eine Höchstgeschwindigkeit von 189 km/h vorgesehen, doch werden die Züge wegen der dazu erforderlichen gesonderten Zulassungsprozedur (mit noch zu bestellenden Lokomotiven der Baureihe Bombardier TRAXX P189 AC) auf längere Sicht nur für eine Geschwindigkeit von 160 km/h zugelassen sein.
Die Züge verfügen über 468 Sitzplätze, davon 70 in der ersten Klasse. Ein Bistro oder Restaurant ist nicht vorhanden, stattdessen erfolgt auf einzelnen Streckenabschnitten eine Bewirtung am Platz. Unter dem Namen IC Café-Team bieten Mitarbeiter von LSG Sky Chefs den Reisenden Kalt- und Heißgetränke, Snacks sowie Backwaren an. Die Züge verfügen unter anderem über Handyverstärker und eine fahrzeuggebundene Rollstuhlrampe. Eine Intercity-2-Garnitur besteht aus einem Steuerwagen mit Plätzen der zweiten Klasse, drei Wagen zweiter und einem erster Klasse, der mit der Lokomotive gekuppelt wird. Bei den Mittelwagen befinden sich die Türen über den Drehgestellen (sogenannter Hochflureinstieg), sodass sowohl Unter- als auch Oberstock nur durch Treppen erreichbar sind. Der Unterstock der Steuerwagen ist durch Niederflureinstiege zwischen den Drehgestellen barrierefrei erreichbar und mit Rollstuhl- sowie Fahrradstellplätzen und einer barrierefreien Toilette ausgestattet. Der Oberstock ist nicht barrierefrei und wird im Steuerwagen über zwei Treppen erreicht.
Der Einsatz der Doppelstock-Intercity-Züge begann zum Fahrplanwechsel im Dezember 2015 auf der IC-Linie 56 (Leipzig – Hannover – Norddeich).

### Expresskreuz Niedersachsen/Bremen
Die im Expresskreuz Niedersachsen/Bremen eingesetzten Mittelwagen werden in lokbespannte Wendezüge eingereiht. Der durch Tiefeinstiege erreichbare Unterstock ist im Sommerhalbjahr ausschließlich mit Fahrradstellplätzen ausgestattet, im Winterhalbjahr werden Sitze eingebaut und dadurch der Fahrradbereich verkleinert.

### Nord-Süd-Netz Berlin-Brandenburg
Der erste Einsatz der Triebzüge in Deutschland sollte ursprünglich ab Dezember 2014 auf dem Nord-Süd-Netz des Verkehrsverbundes Berlin-Brandenburg von DB Regio Nordost erfolgen. Bestellt wurden fünf fünfteilige Doppelstocktriebzüge der Art „Twindexx Vario“ für die Linie RE 5 Rostock/Stralsund – Berlin – Wünsdorf-Waldstadt – Elsterwerda. Je Zug kommen zwei Triebwagen zum Einsatz. Die Auslieferung dieser Triebwagen konnte aufgrund von Verzögerungen seitens Bombardier erst zwischen Herbst 2017 und Mai 2018 erfolgen, seit April 2018 stehen die Triebzüge auf der Linie RE 5 im Regelbetrieb. Die Züge werden ab 2026 durch modernisierte Lokomotiven der Reihe 146 mit Doppelstockwagen und Stadler FLIRT 3XL ersetzt.

### Schleswig-Holstein/Hamburg
Von Hamburg nach Kiel und Flensburg fahren innerhalb des Hamburger Verkehrsverbundes und des Nahverkehrsverbundes Schleswig-Holstein 16 Triebzüge, die aus jeweils zwei Trieb- und zwei Mittelwagen bestehen. Da Bombardier die Triebwagen nicht liefern konnte, kam die ursprünglich für Dezember 2014 geplante Betriebsaufnahme nicht zustande. Stattdessen verkehrten seit Dezember 2015 die neuen 2.-Klasse-Mittelwagen mit den vorhandenen 1./2.-Klasse-Mittelwagen, Steuerwagen und Lokomotiven. Im Juli 2017 wurde bekanntgegeben, dass ein zusätzlicher Triebzug bestellt wird. Seit Ende September 2017 sind auch die ersten Triebzüge im Einsatz. Ende November 2017 wurde bekannt, dass die Triebwagen nicht in ausreichender Zahl zur Verfügung stehen und nicht in Mehrfachtraktion eingesetzt werden können. Daher wurde zunächst weiterhin ein Ersatzkonzept umgesetzt. Am 8. Januar 2018 begann das Flügelzugkonzept auf der Linie RE 7 (Hamburg – Kiel/Flensburg) mit einer verminderten Anzahl an Triebwagen. Seitdem entfällt auf dieser Linie in Neumünster der Umstieg nach Kiel.
In der Zeit nach Betriebsbeginn treten regelmäßig technische Störungen an den eingesetzten Fahrzeugen auf, so dass zu wenige Fahrzeuge für den fahrplanmäßigen Betrieb zur Verfügung stehen. Einzelne Fahrten müssen daher ausfallen oder in Einfachtraktion mit halbierter Kapazität geleistet werden. In diesen Fällen wird auf der Linie RE 70 zwischen Kiel und Hamburg mit Doppelstockwagen, bespannt mit einer Lokomotive der Reihe 112 und ab 2020 auch 146 gefahren, während auf der Linie RE 7 von Hamburg nach Kiel und Flensburg ein Umstieg in Neumünster erforderlich ist, da zu wenige Fahrzeuge für die Flügelung zur Verfügung stehen.
Im März 2019 wurde ein 17. Zug in Betrieb genommen, bestehend aus den Triebwagen 445 103 und 104.

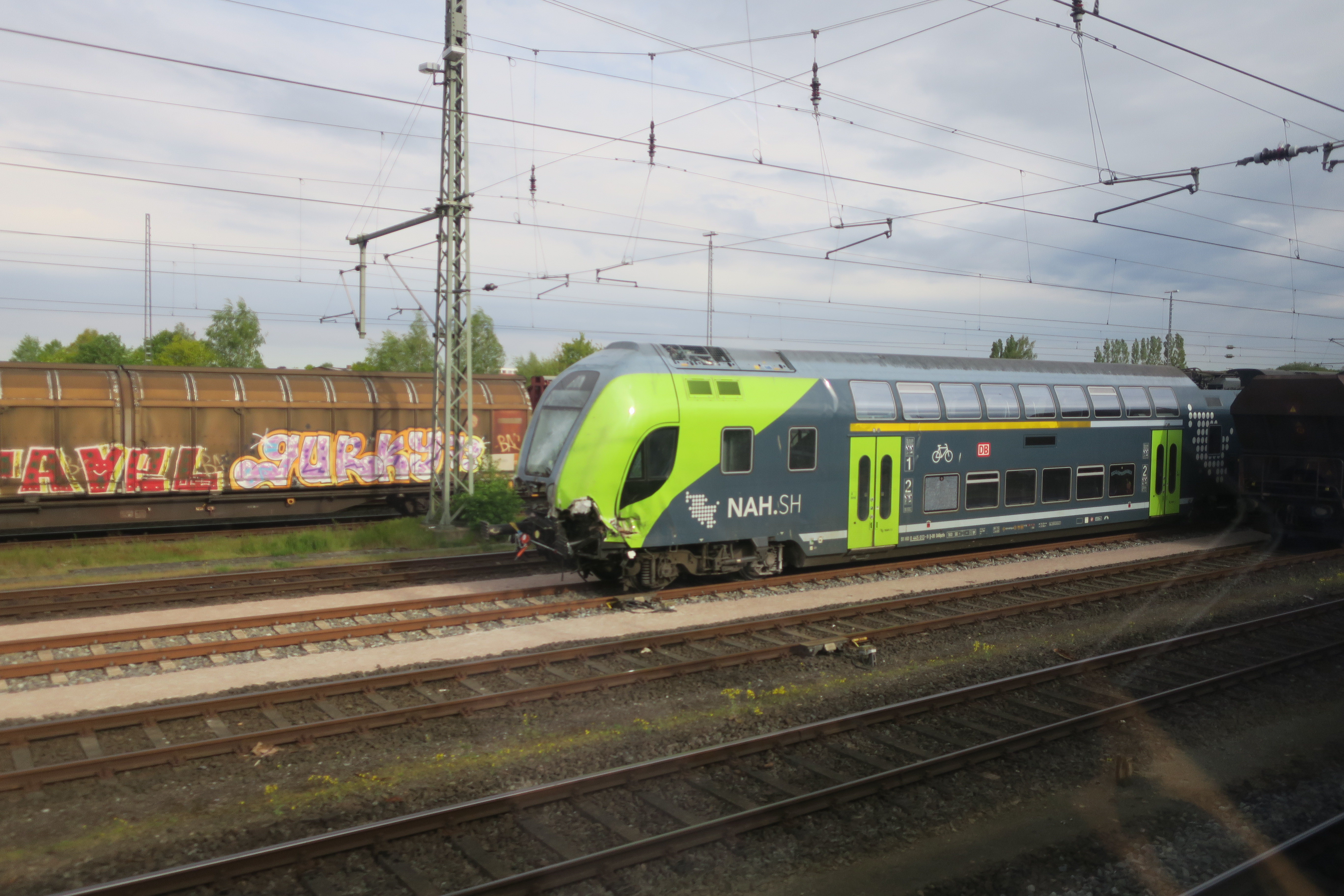
Triebwagen 445 013 nach dem Unfall in Alt Duvenstedt auf dem Güterbahnhof Neumünster.

Am 8. Mai 2019 kollidierte um 4:36 Uhr ein Zug der Linie RE 7 von Flensburg nach Hamburg in Alt Duvenstedt mit einem Schwerlasttransport, der sich auf einem Bahnübergang festgefahren hatte. Bei der Kollision wurden 36 Fahrgäste verletzt, zwei davon schwer. Die beschädigte Einheit mit den Triebwagen 445 013 und 029 stand einige Tage auf dem Güterbahnhof Neumünster. Die nicht von der Kollision betroffene Hälfte des Triebzugs gelangte wieder in den Einsatz, 445 013 sowie der ebenfalls beschädigte Mittelwagen 26-81 397 wurden nicht mehr repariert und im Juli 2023 verschrottet.
Die Züge sind im Bahnbetriebswerk Kiel beheimatet und werden auch dort unterhalten. Die Mittelwagen haben Hocheinstiege, in jeder vierteiligen Garnitur ist ein barrierefreies Universal-WC sowie zwei Standard-WC-Anlagen vorhanden.
Ab Dezember 2027 sollen die Fahrzeuge durch neue Triebzüge der Bauart Alstom Coradia Max ersetzt werden. Über ihre weitere Verwendung nach Einsatzende in Schleswig-Holstein ist noch nichts bekannt.

### Main-Spessart-Express
Die DB Regio Franken fährt den Main-Spessart-Express (RE 54/55 Frankfurt am Main nach Würzburg/Bamberg) mit zwölf vierteiligen Twindexx-Triebzügen. Diese haben 400 Sitzplätze in der zweiten und 25 Sitzplätze in der ersten Klasse. Der ursprünglich für 2015 geplante Ersteinsatz verzögerte sich auf 2017
Die Fahrzeuge werden im DB-Regio-Werk Würzburg gewartet.

### RE 50 Leipzig–Dresden
Im Juni 2023 gab der Verkehrsverbund Oberelbe den Zuschlag für das E-Netz Oberelbe an DB Regio bekannt. Ab Dezember 2026 sollen fünf fünfteilige Twindexx-Garnituren mit jeweils zwei Trieb- und drei Mittelwagen, die bisher im Nord-Süd-Netz Berlin-Brandenburg eingesetzt werden, auf der Linie RE 50 Leipzig–Dresden verkehren.

### Oberbayern
Ab Dezember 2016 wollte die DB Regio Oberbayern Twindexx-Vario-Triebzüge auf den Strecken Augsburg – Treuchtlingen – Nürnberg und Treuchtlingen – Ingolstadt – München einsetzen. Im Juni 2013 hatte sie die dazugehörige Ausschreibung der BEG über das Netz Ringzug West / NBS gewonnen. Dazu hat sie drei vier- und 15 sechsteilige Triebzüge bei Bombardier bestellt. Die Einheiten bestehen aus jeweils zwei Trieb- und zwei bzw. vier Mittelwagen. Der Auftragswert der Bestellung, die aus dem bestehenden Rahmenvertrag abgerufen wurde, beträgt 216 Millionen Euro. Im März 2018 waren die Züge auf den Strecken Nürnberg – Treuchtlingen – Ingolstadt – München und Nürnberg – Treuchtlingen – Augsburg unterwegs.
Am 17. November 2023 wurde der führende Triebwagen 445 096 bei einer Flankenfahrt im Bahnhof Reichertshausen beschädigt.
Die Einheiten werden im DB-Bahnbetriebswerk München-Pasing unterhalten.

### Rhein-Main/Rhein-Neckar

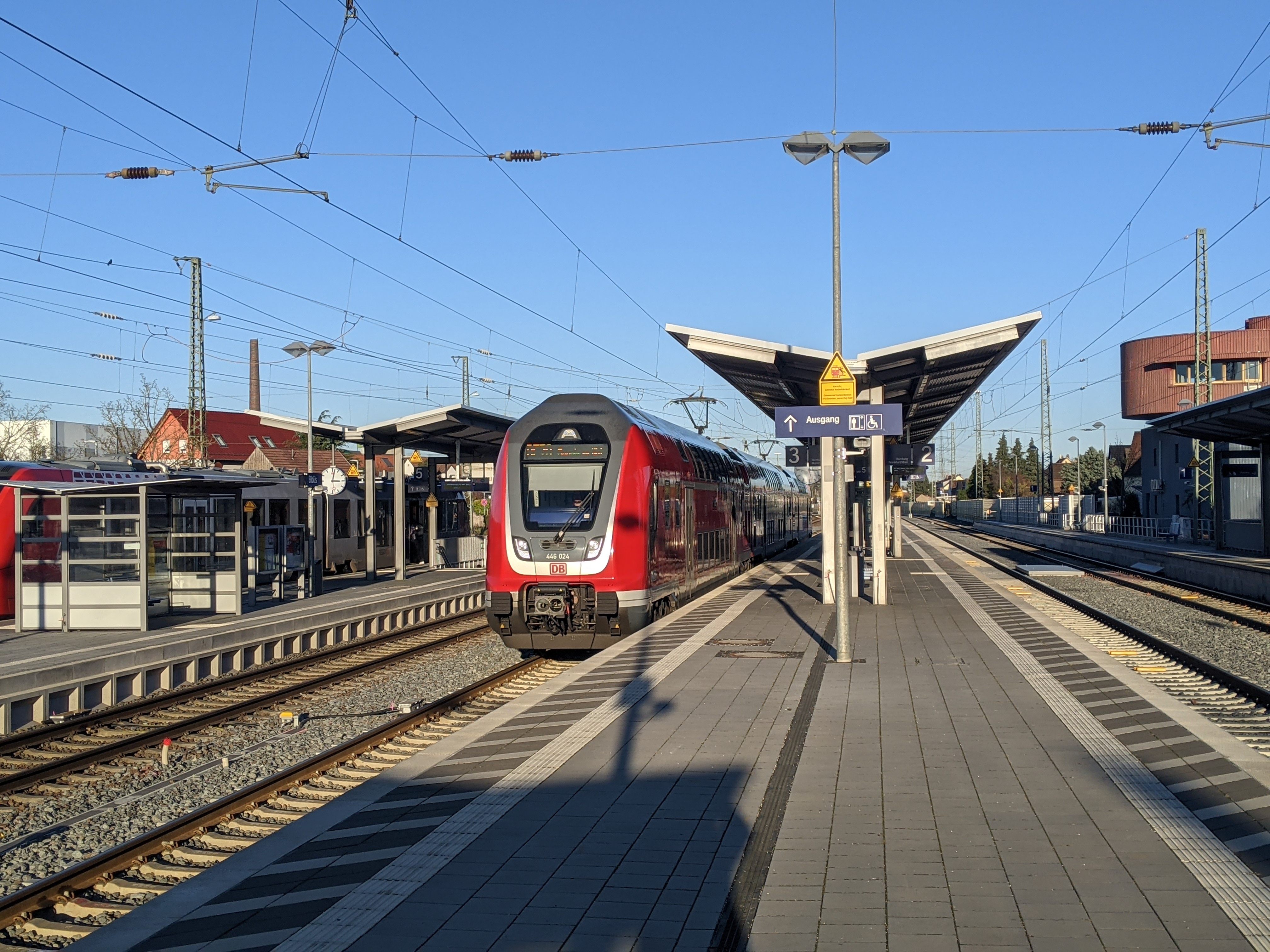
RE70 im Bahnhof Biblis, 2024

Auch im Überschneidungsgebiet Rhein-Main/Rhein-Neckar, den Tarifgebieten des RMV und des VRN, werden seit Dezember 2017 im Rahmen des neuen Verkehrsvertrages 7 drei- und 17 vierteilige Twindexx-Züge ohne reine Steuerwagen eingesetzt (Bahnstrecke Mannheim–Frankfurt am Main (Riedbahn) und Bahnstrecke Frankfurt am Main–Heidelberg (Bergstrasse)). Die Fahrzeuge verfügen für diesen Abruf erstmals über eine Einstiegshöhe von 730 Millimetern über Schienenoberkante. Als äußeres Unterscheidungsmerkmal führt dies zu kleineren Fenstern im Bereich über den Einstiegstüren. Die Tiefeinstiegswagen mit dem Einstieg im Unterstock verfügen sonst über eine Einstiegshöhe von 600 Millimetern und die Hocheinstiegswagen mit den Einstiegen im Zwischenstock über den Drehgestellen von 1150 Millimetern. Außerdem fehlen hier in allen Fahrzeugen dieses Abrufes die älteren Wendezugsteuerungen FMZ und ZWS. Dadurch sind sie nur mit Wagen vom Typ Do2010 und Lokomotiven der Baureihen 146 und 147 einsetzbar. Aufgrund der Abweichungen von den übrigen Regio-Twindexx-Einheiten werden die Triebwagen des Netzes Main-Neckar als Baureihe 446 geführt.
Die Fahrzeuge sind im DB-Werk Frankfurt-Griesheim beheimatet.

### Region Dresden
2019 wurden Überlegungen des Verkehrsverbundes Oberelbe bekannt, für die S-Bahn Dresden 15 Triebwagen zu bestellen und diese gemeinsam mit den bereits vorhandenen Mittelwagen verkehren zu lassen. Diese sollen auf Verstärkerleistungen auf den Linien S1 und S2 verkehren und so die Lokomotiven der Reihe 143 ablösen. Für die Finanzierung erhoffte man sich Unterstützung vom Freistaat Sachsen, da die notwendigen Investitionen im Rahmen des noch bis Dezember 2027 laufenden S-Bahn-Verkehrsvertrages durch DB Regio und den Verkehrsverbund nicht finanziert werden könnten. Das Sächsische Staatsministerium für Wirtschaft, Arbeit und Verkehr erachtete die Förderung des Projektes jedoch als vergaberechtlich kritisch, so dass keine Beschaffung erfolgte und weiterhin ausschließlich lokbespannte Züge zum Einsatz kommen.

### Hansenetz 2
Die Landesnahverkehrsgesellschaft Niedersachsen bestellte 2020 für das vom Metronom betriebene Hansenetz 2 zusätzlich zwölf Mittelwagen der Bauart DBpza sowie zwei Steuerwagen DABpbzfa. Diese sind mit den vorhandenen Doppelstockwagen einsetzbar, sie dienen zur Erhöhung der Sitzplatzkapazität und als Instandhaltungsreserve, insbesondere während der Hauptuntersuchung der übrigen Doppelstockwagen. Sie sind mit Videoüberwachung, WLAN und Fahrgastinformationsbildschirmen ausgestattet. Die ersten Wagen sind in einem Sechs-Wagen-Zug seit Juli 2021 im Fahrgastbetrieb, die Inbetriebnahme der restlichen Wagen war bis zum Fahrplanwechsel im Dezember 2021 geplant.

### Einsatzübersicht
| Einsatzgebiet                                        | Bestellung | voraussichtlicher Einsatzbeginn | Trieb- wagen | Steuer- wagen | Mittel- wagen | Summe | Zugbildung                              | Bild |
| ---------------------------------------------------- | ---------- | ------------------------------- | ------------ | ------------- | ------------- | ----- | --------------------------------------- | ---- |
| Expresskreuz Niedersachsen/Bremen                    | 2011       | Ausgeliefert/im Einsatz         | –            | –             | 18            | 18    | Einzelwagen in lokbespannten Wendezügen |      |
| VBB Berlin-Brandenburg (Baureihe 445)                | 2012       | Ausgeliefert/im Einsatz         | 10           | –             | 15            | 25    | 5 fünfteilige Züge                      |      |
| Netz Mitte (Los A) Schleswig-Holstein (Baureihe 445) | 2012       | Ausgeliefert/im Einsatz         | 34           | –             | 34            | 68    | 17 vierteilige Züge                     |      |
| Main-Spessart-Netz (Baureihe 445)                    | 2013       | Ausgeliefert/im Einsatz         | 24           | –             | 24            | 48    | dreiteilige, vierteilige Züge           |      |
| Ringzug West / NBS (Baureihe 445)                    | 2013       | Ausgeliefert/im Einsatz         | 36           | –             | 66            | 102   | 3 vierteilige, 15 sechsteilige Züge     |      |
| Main-Neckar-Ried (Baureihe 446)                      | 2014       | Ausgeliefert/im Einsatz         | 48           | –             | 41            | 89    | 7 dreiteilige, 17 vierteilige Züge      |      |
| Hansenetz 2                                          | 2020       | ausgeliefert                    | –            | 2             | 12            | 14    | 2 sechsteilige lokbespannte Züge        |      |

## Israel
Die staatliche, israelische Eisenbahngesellschaft Israel Railways schloss 2010 einen Rahmenvertrag mit Bombardier Transportation. Aus diesem Rahmenvertrag wurden folgende Doppelstockwagen bestellt:
| Bestellung     | Anzahl | Auslieferung      | Bemerkung                                                                                           |
| -------------- | ------ | ----------------- | --------------------------------------------------------------------------------------------------- |
| September 2010 | 78     |                   | |
| Dezember 2010  | 72     |                   | |
| 2012           | 72     | 2014–2016         | Vorbereitet für den Betrieb mit Elektrolokomotiven                                                  |
| 2016           | 60     | 2017              | Vorbereitet für den Betrieb mit Elektrolokomotiven                                                  |
| 2017           | 33     | 2018–2019         | |
| 31.12.2017     | 54     | Bis August 2020   | 11 Steuerwagen, 11 Mittelwagen mit Platz für Personen mit eingeschränkter Mobilität, 32 Mittelwagen |
| 2019           | 74     | Bis Dezember 2021 | 11 Steuerwagen, 11 Mittelwagen mit Platz für Personen mit eingeschränkter Mobilität, 52 Mittelwagen |
| Summe          | 443    |                   | |